# Trophée Dewar
Le trophée Dewar était une coupe offerte dans les premières années du XXe siècle par Sir Thomas Dewar, distillateur écossais de whisky et membre du parlement du Royaume-Uni, qui fut remis chaque année par le Royal Automobile Club (RAC) du Royaume-Uni « à la voiture qui complète avec succès la performance la plus méritoire ou le test visant à promouvoir les intérêts et l'avancement de l'industrie [automobile] ».

## Vainqueurs
Certains gagnants du trophée :
- 1906 : Les jumeaux Stanley pour leurs records de vitesse sur terre sur la Stanley Steamer[3].
- 1907 : Rolls-Royce Limited, pour le modèle 40,50 ch couvrant 24 140 km.
- 1908 : Cadillac, pour l'interchangeabilité des pièces. Le prix a été effectivement présenté en 1909[1].
- 1909 : Daimler, pour leur moteur Knight à soupapes à manchon[4].
- 1912 : Cadillac pour le démarreur électrique et l'éclairage électrique[1][5].
- 1922 : Armstrong-Siddeley Motors Limited, pour un essai de 16 000 km.
- 1925 : Rover Company Limited, pour la 13,96 ch effectuant cinquante montées et descentes de Bwlch y Groes (en).
- 1929 : Violette Cordery, belle-sœur de Noel Macklin, pour la conduite d'une Invicta sur 48 280 km à Brooklands.
- 1951 : Jaguar Cars Limited, pour la performance dans quatre grands événements internationaux.
- 1959 : BMC et Alec Issigonis, pour la conception et la production de la Mini.
- 1963 : Coventry Climax Engines Ltd, pour les moteurs de course de Grand Prix. Présenté en 1964.
- 2014 : Mercedes-AMG pour ses groupes motopropulseurs haute-performance, décerné en particulier pour l'unité de puissance PU106A hybride de Formule 1[6].

## Performance gagnante du trophée 1908
Le samedi 29 février 1908, trois Cadillac Modèle K de production de 1907 furent choisies dans le stock de l'agent Cadillac en Grande-Bretagne, la Anglo-American Motor-car Company, dans le show-room de Heddon Street de Londres (moteurs numéros 23391, 24111 et 24118). Les trois voitures, immatriculées à Londres A2EO, A3EO et A4EO, furent conduites au circuit de Brooklands à Weybridge à environ quarante kilomètres. Les voitures y accomplirent dix tours de piste, soit environ 50 km, avant d'être enfermées jusqu'au lundi 2 mars où elles furent entièrement démontées en n'utilisant que des clés, des tourne-vis, des marteaux et des pinces. Chaque voiture fut réduite à une pile de 721 composants, qui furent ensuite mélangées en une seule pile par le RAC. Quatre-vingt-neuf pièces requérant une grande précision furent retirées de la pile, enfermées au clubhouse de Brooklands, et remplacées par des pièces neuves provenant du stock du revendeur. Il fut ensuite reconstitué trois piles de pièces, chacune rassemblant toutes les pièces nécessaires pour assembler une voiture. Un mécanicien, E. O. Young, assembla les voitures avec l'aide de son assistant, M. M. Gardner. Ils durent parfois travailler les chevilles dans l'eau, n'utilisant que des clés et des tournevis. La troisième voiture fut terminée le mardi 12 mars au matin. Comme les peintures des trois véhicules originaux n'étaient pas identiques, les voitures résultantes avaient une apparence incohérente et furent nommées « voitures arlequin ». Le vendredi 13 mars à 14 heures, les trois véhicules avaient parcouru les 500 miles obligatoires (800 km) avec régularité. Un seul point fut perdu en raison d'une goupille cassée dans le levier d'allumage (rapidement remplacée par une pièce en stock). Pendant l'événement, il fut rapporté qu'un des hangars où les pièces avaient été stockées avait été inondé pendant une rude tempête et que quelques pièces rouillèrent. Seuls des chiffons huilés purent être employés pour enlever les traces d'immersion. À la fin du test, une des voitures fut enfermée jusqu'au départ des essais de fiabilité de 3 000 km de juin 1908., Elle gagna le trophée RAC de sa classe. L'interchangeabilité des pièces détachées avait été démontrée publiquement et testée sur le terrain.

## Performance gagnante du trophée 1909
Extrait de 50 years of Daimler....
Immédiatement après l'introduction de l'admission par douille dans le moteur Daimler (moteur sans soupapes), la Société Daimler, en 1909, a demandé au Royal Automobile Club d'encadrer les conditions d'un test qui devait être d'une sévérité sans précédent et serait la preuve la plus publique possible que le nouveau moteur Daimler était parfaitement fiable.
Les deux moteurs sélectionnés pour ce test étaient un 38 ch et un 22 ch, ayant un alésage et une course respective de 124 par 130 mm et de 96 par 130 mm. Ils furent boulonnés côte à côte sur le banc d'essai d'un des grands ateliers d'essai de l'usine Daimler. La section de l'atelier dans laquelle ils furent placés fut isolée et confiée à la seule charge et observation des officiels de la RAC entre le début de l'essai et sa conclusion. Les observateurs surveillèrent jour et nuit, comme s'ils étaient à bord d'un navire, et testèrent périodiquement les compte-tours et les balances à ressorts pour s'assurer que les moteurs fonctionnaient toujours à pleine charge. Toutes les précautions possibles furent prises pour maintenir l'observation constamment proche du test et il n'y eut jamais moins de deux observateurs présents.
Les deux moteurs démarrèrent à 6 heures du matin le lundi 22 mars 1909, et chacun compléta les 132 heures de banc d'essai le samedi suivant dans la soirée. Pour clarifier la sévérité de l'essai, si le plus grand moteur avait été dans une voiture pendant tout ce temps, avec les rapports de vitesse normaux Daimler, une distance de pas moins de 13 280 km aurait été couverte, à une vitesse moyenne de 69,93 km/h, tandis que le plus petit moteur aurait couvert une distance de 14 210 km à 77,9 km/h. La disparité de la vitesse et de la distance entre ces résultats est due à la hausse de la vitesse de rotation du plus petit moteur.
Détails de l'essai du moteur de 38 chevaux
- Banc d'essai initial

La vitesse du moteur était de 1 200 tr/min en imposant une puissance délivrée minimum de 50 ch au-dessous de laquelle il ne pouvait descendre.
L'essai dura 5 jours, 14 heures et 15 minutes, soit 134,25 heures.
Il n'y eut aucun arrêt entraînant des pénalités.
Il y eut cinq arrêts sans pénalité totalisant 1 heure et 56 minutes, en vertu de la Règle 6 (2)
La charge fut allégée pendant un total de 19 minutes pour des ajustements de freins, mais le moteur ne fut pas arrêté.
La puissance moyenne enregistrée fut de 54,3 ch.
L'essence consommée, 2 791,3 litres, donne 0,38 litre par cheval-heure.
- Pendant le test

À l'issue de la première épreuve, le moteur fut retiré du banc et monté pour observation sur le châssis, sans qu'aucune partie vitale ne soit dérangée. Une carrosserie standard à quatre places fut montée, et la voiture partit de Coventry à Weybridge – 180,2 km. Le poids moyen de la voiture et des passagers sur la route était de 1 853 kg.
Les tours de piste à Brooklands totalisèrent 3 106,8 km à une vitesse moyenne de 68,2 km/h avec une moyenne de poids de la voiture et des passagers de 1 726 kg. Une distance de 8 km supplémentaire fut parcourue entre l'atelier de la voiture et la piste, ce qui totalisa, avec le voyage de retour à Coventry, une distance de 3 475,4 km.
La consommation d'essence sur piste était de 13,73 L/100 km et sur route de 14,5 L/100 km.
Les ratios de carburant ont été de 34,95 tonnes miles par gallon (12,57 tonnes-km par litre) sur piste et de 35,53 tonnes miles par gallon (12,78 tonnes-km par litre) sur route.
- Banc d'essai final2

À l'arrivée à Coventry, le moteur a été replacé sur le banc d'essai pour 5 heures et 15 minutes au cours desquelles il n'y eut aucun arrêt ; la charge fut assouplie pendant 15 minutes pour ajuster les freins.
Puissance moyenne enregistrée : 57,25 ch.
Essence consommée, 22,5 L/100 km donne 2,72 litres par cheval-heure.
Les juges ajoutent les remarques suivantes à leur certificat :
« Le moteur a été complètement démonté, et aucune usure ne fut remarquée. Les cylindres et les pistons sont particulièrement propres. La seule perceptible faiblesse a été causée par deux pivots d'articulation se frottant contre les parties adjacentes. Les ports des soupapes ne montrent aucune brûlure ou usure. »
Détails de l'essai du moteur de 22 chevaux
- Banc d'essai initial

La vitesse du moteur était de 1 400 tr/min avec une limite de 35,3 ch au-dessous de laquelle la puissance n'est jamais descendue.
La durée de l'essai fut de 5 jours, 12 heures et 58 minutes, ou 132 heures 58 minutes.
Il n'y eut aucun arrêt pouvant justifier d'une pénalité.
Il y eut deux arrêts totalisant 17 minutes, qui ne sont pas pénalisables en vertu de la Règle 6 (2).
La charge a été assouplie pour un total de 41 minutes pour ajustement des freins mais le moteur n'a pas été arrêté.
La puissance moyenne enregistrée était de 38,83 ch.
L'essence consommée, 2 166 litres, donne 3,36 litres par cheval-heure.
- Pendant le test

Les conditions pour l'épreuve étaient les mêmes que pour le moteur de 38 ch, mais donnèrent des résultats différents.
Le poids moyen de la voiture et des passagers sur route fut de 1 638,6 kg et sur piste de 1 511,6 kg.
La distance couverte sur la piste de Brooklands : 3 080,4 km.
Vitesse moyenne, 67,4 km/h.
La consommation d'essence sur la piste était de 12,59 L/100 km et sur la route 14,50 L/100 km.
Les ratios de carburant étaient de 33,39 tonnes miles par gallon (12,01 tonnes-km par litre) sur piste et 30,54 tonnes miles par gallon (10,99 tonnes-km par litre) sur route.
La distance totale, 3 449 km.
- Banc d'Essai Final

Durée, 5 heures et 2 minutes. Aucun arrêt; la charge fut assouplie pendant 1 minute. Puissance moyenne en chevaux enregistrée : 38,96 ch.
L'essence consommée de 15,5 L/100 km donne 3,38 L par cheval-heure.
Les juges ajoutent les remarques suivantes à leur certificat :
« Le moteur a été complètement démonté, et aucune usure ne fut observée sur aucune surface. Les cylindres et les pistons sont particulièrement propres. Les ports des soupapes ne montrent aucune brûlure ni usure. »

## Sources
- (en) Bryan Goodman, American Cars in Prewar England: A Pictorial Survey, McFarland, 2004 (ISBN 0-7864-1540-1), p. 33
- (en) J. P. Holland, « Motors and Motoring: The Cadillac Trial », The Manchester Courier, no 16014,‎ 5 mars 1908a, p. 2 (lire en ligne , consulté le 26 mars 2015)
- (en) J. P. Holland, « Argument for Cheaper Cars », The Manchester Courier Weekly Supplement, vol. LXXXIV, no 16021,‎ 13 march 1908b, p. 7 (lire en ligne , consulté le 21 octobre 2014)
- (en) J. P. Holland, « Motors and Motoring: The Cadillac Trial », The Manchester Courier, no 16026,‎ 19 march 1908c, p. 11 (lire en ligne , consulté le 26 mars 2015)
- (en) J. P. Holland, « Motors at Olympia », The Manchester Courier Weekly Supplement, no 16229,‎ 11 november 1908d, p. 9 (lire en ligne , consulté le 26 mars 2015)
- (en) Mike Jones, « History of the Cadillac Motor Car », sur modifiedcadillac.org, février 2002 (consulté le 9 juillet 2017)
- (en) James M. Rubenstein, Making and Selling Cars: Innovation and Change in the U.S. Automotive Industry, Johns hopkins University Press, 2001 (ISBN 0-8018-6714-2)
- (en) « The Dewar Trophy » [archive du 28 octobre 2013], sur Royal Automobile Club, Past winners